# Feria de Córdoba (España)
La Feria de Nuestra Señora de la Salud, más conocida como la Feria de Córdoba, es una feria que se celebra en Córdoba, España durante la última semana del mes de mayo.

## Historia

### Origen de la feria
Como la mayoría de ferias tiene su origen en los tiempos de la conquista castellana. En 1284, el rey Sancho IV concedió el privilegio al Consejo de Córdoba para que pudiera celebrarse dos veces al año una Feria de ganado, empezando una el día de Cincuesma y otra el primero de Cuaresma, debiendo durar quince días cada una. En el año 1422, la feria de Cincuesma comienza a celebrarse con carácter fijo en los primeros días de mayo. En el año 1492, los Reyes Católicos confirman la celebración de ambas ferias, el primer día de Cuaresma, y el primero de mayo. Es en el año 1556, cuando Felipe II confirma el privilegio real otorgado por el rey Sancho II.
Sin embargo, la actual feria debe su nombre a que en el año 1665, frente a la puerta de Sevilla, dos labradores encuentran la imagen de una pequeña virgen en un pozo, cuyas aguas decían que devolvían la salud a todos aquellos enfermos que la bebieran. Para conmemoración del hallazgo, se erige una pequeña ermita en las inmediaciones, y las peregrinaciones al lugar se transforma en feria a celebrarse en los primeros días de Pentecostés.
En el año 1790 la feria se reduce hasta las diez de la noche por orden real, tras algunos alborotos registrados por noctámbulos. Es en el año 1803, cuando la feria se traslada frente de la puerta de Gallegos, para acercarla a la plaza de toros sita en el Campo de la Merced. No será hasta 1820, cuando la Feria adquiere un emplazamiento definitivo en el Campo de la Victoria (Jardines de la Victoria).

### En el paseo de la Victoria

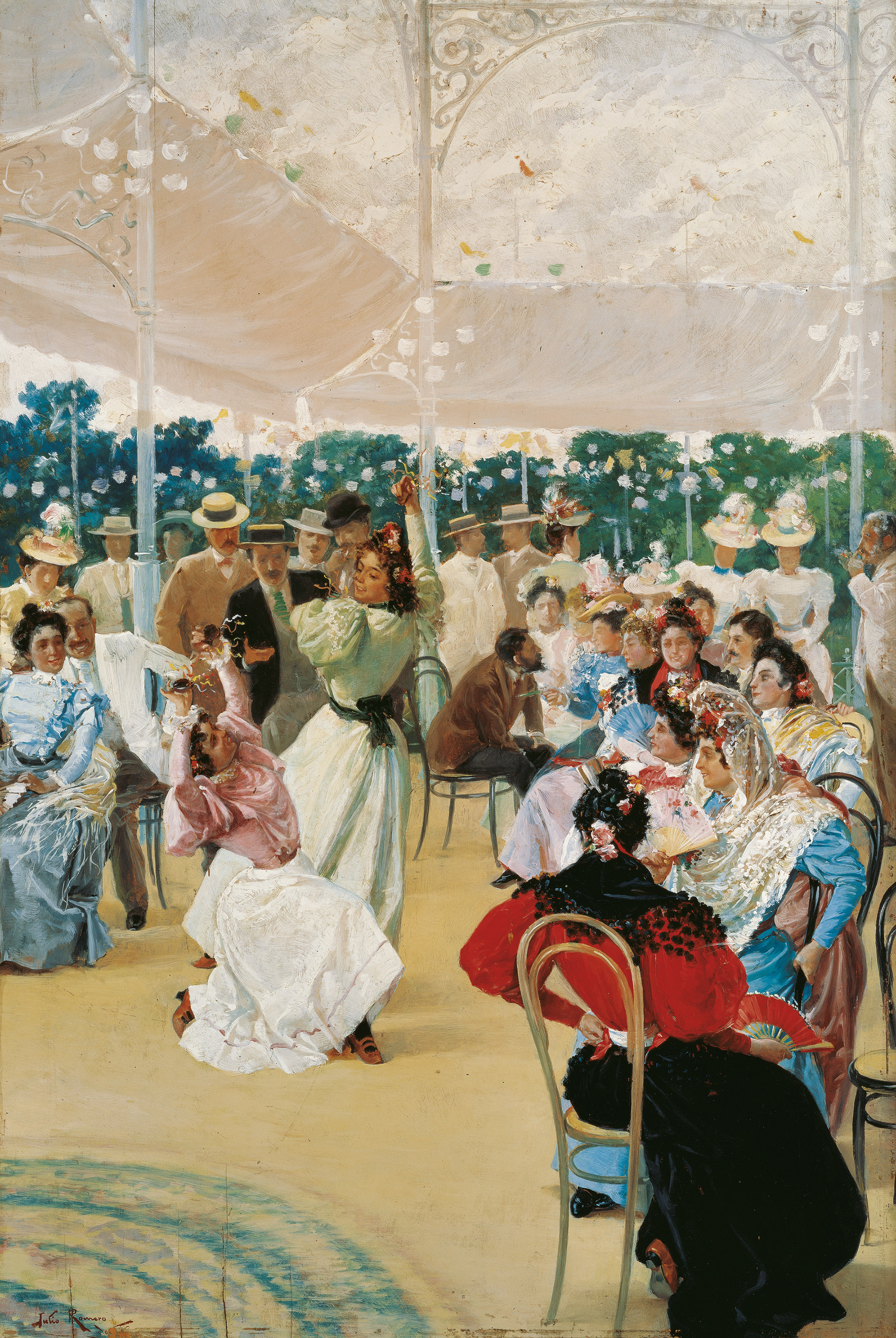
Feria de Córdoba, de Julio Romero de Torres (1899-1900). La obra muestra la feria celebrada en el Paseo de la Victoria.

En 1890, se aprueba el cambio al 25 de mayo por petición de la Hermandad de Labradores, pero es revocado al año siguiente, hasta que en el año 1905, se decide que será la fecha del 25 de mayo la que prevalezca, así hasta nuestros días. 
En el año 1924, se produce la primera acometida de electricidad para ser utilizada en la feria y aparecen las primeras casetas particulares.

"...en el llano donde hoy se asientan los jardines del Duque de Rivas, se instalaban las barracas de espectáculos, las buñolerías, cerrado el marco por la larga fila de casetas de juguetes, de dulcerías y de joyas, que se extendían también por la otra acera del Paseo de la Victoria"(...)"Se decoraba vistosa y artísticamente la Puerta de Gallegos, y de noche, la iluminación menos espléndida que ahora, envolvía el parje en un tono un tanto crepuscular y poético de noche serena y andaluza bajo el plenilunio del florido Mayo..."
Jiménez Lora. El Comercio de Córdoba. 1934

"...Mañanas de mercado con sus escenas típicas de tratos, picardías y gracejo gitanos; desfile de caballos piafantes, coches enjaezados, automóviles señoriales, jinetes flamencos, amazonas tocadas con el castizo sombrero cordobés, jacas postineras de Cañero, tenduchos de trajinantes y toda la confusa algarabia del ferial, con sus imprecaciones y sus risas, sus pregones o cantares, bajo un sol deslumbrante (...) Los botijistas -forasteros llegados a la ciudad por fecrrocarril en covoyes especiales denominados "trenes botijo" invaden los paseos; háblase de toros y toreros. En la aristocrática Caseta de la Amistad suena el jazzband, a cuyo ritmo las parejas bailan incansables; (...) en el fino cristal de las copas fulge la esmeralda de nuestros vinos que inyectan en las venas calro, alegría y elocuencia; ante los ojos atónitos defilan escutlras femeninas, luciendo los primeros trajes de verano (,,,) y por último las noches tibias y primaverales en la que la feria refulge como viva ascua de oro (...) No es aquella Córdoba plácida y serna de Séneca ni la discreta de Baroja es la ciudad hirviente, pasional y andaluza que se transforma, por arte mágico, en estos días, inyectando en sus venas el virus del vértigo y la savia de la jovialidad y la alegría..."
El Comercio de Córdoba. 1935

No sería hasta finales del siglo XX, cuando en el año 1994, la feria se trasladó al nuevo recinto ferial de El Arenal, abandonando para siempre el lugar donde se mantuvo casi dos siglos.

## Ubicación
- Paseo de la Victoria

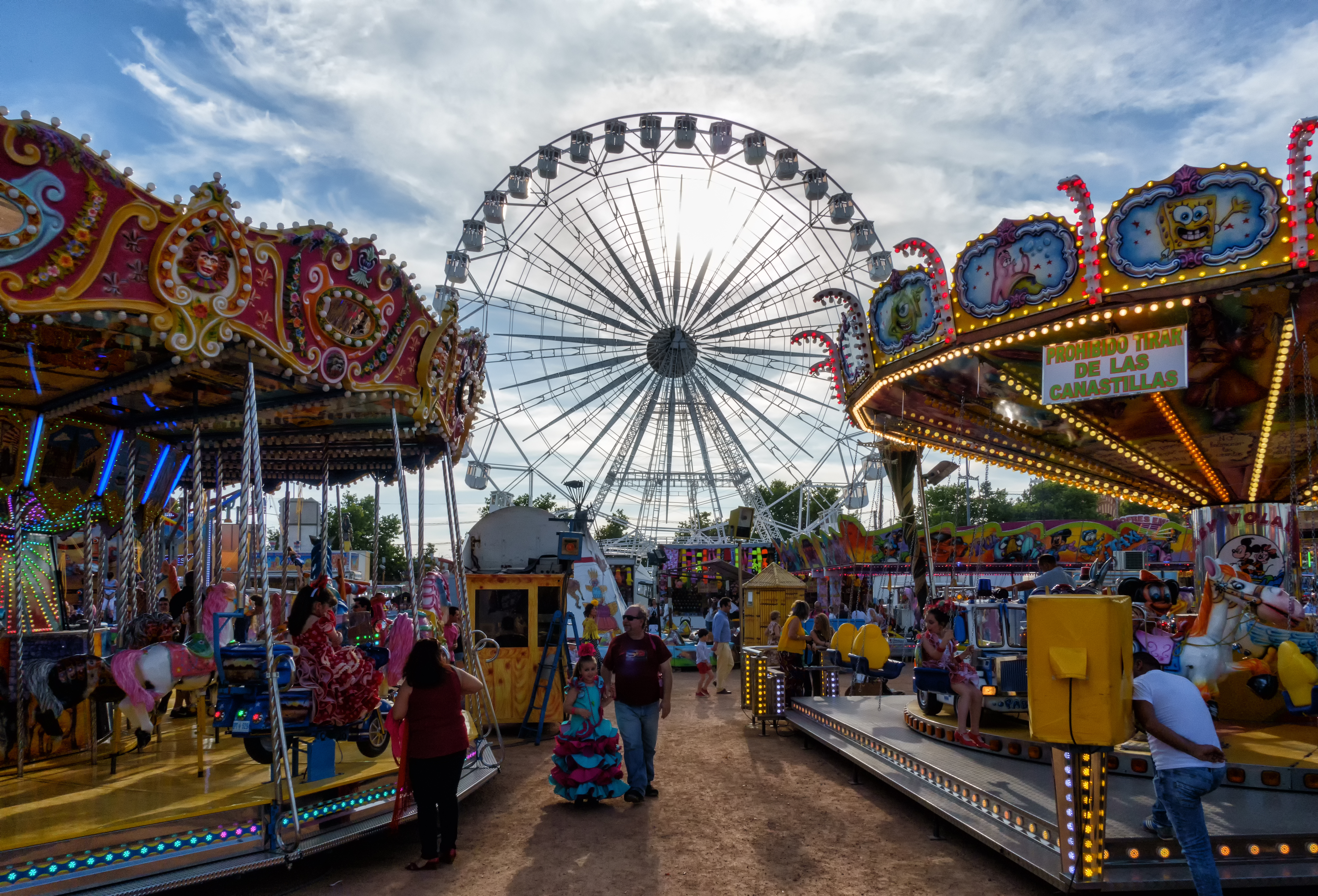
Feria de 2016

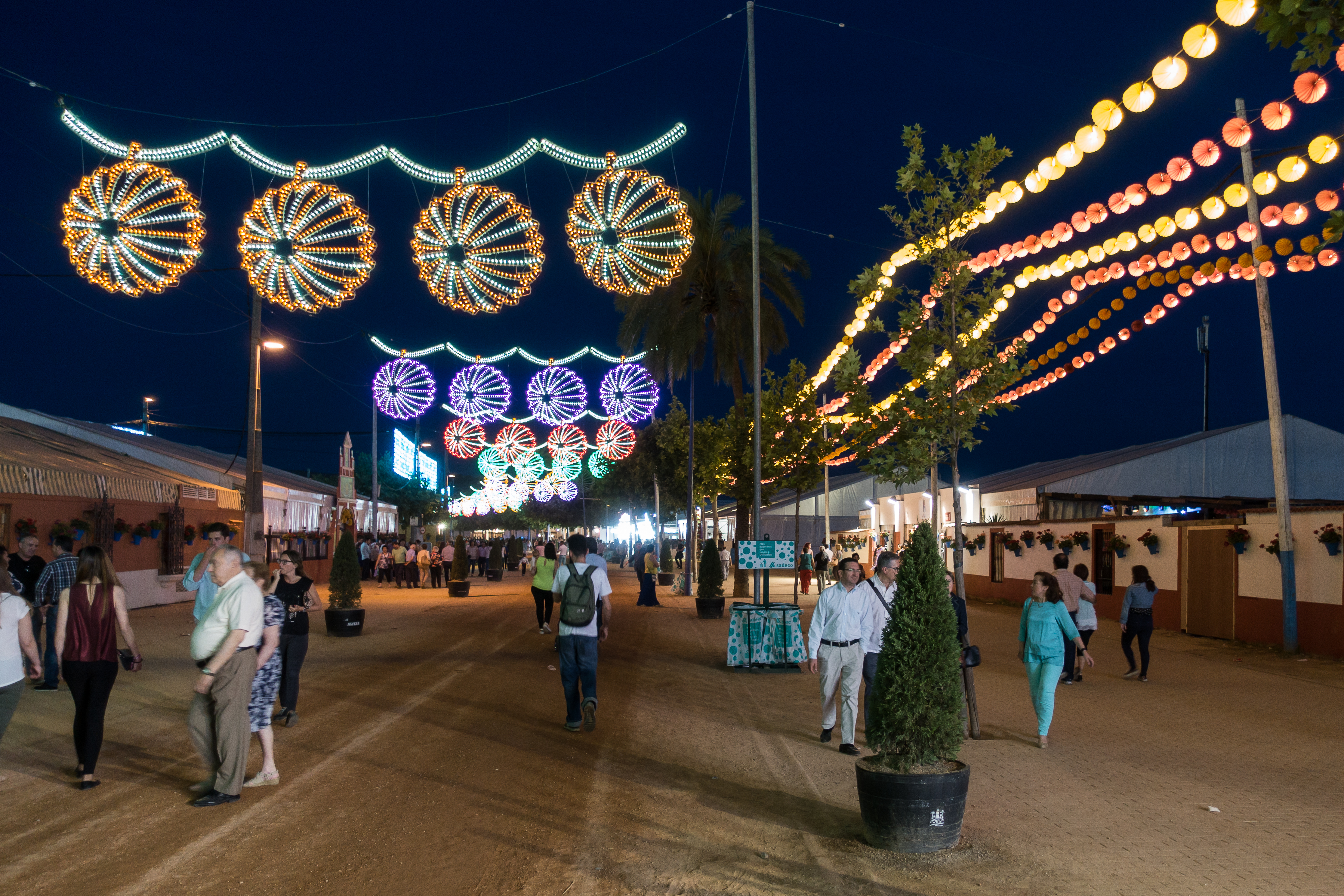
Feria de 2016

Durante muchos años, la Feria se tuvo en el Paseo de la Victoria, y con el paso del tiempo y el crecimiento de las casetas, ésta se expandió a los Jardines de la Agricultura, avenida de República Argentina y avenida de Conde de Vallellano.
- El Arenal

Nuevo recinto ferial situado a la orilla del río Guadalquivir. Al ser mucho más espacioso, aquí se construyeron durante años las portadas de la Feria, siendo la actual la más grande de España.

## Casetas
Las casetas son las zonas de reunión en la feria. Tradicionalmente han venido siendo puestas por peñas, asociaciones, instituciones públicas, partidos políticos, sindicatos, grupos de estudiantes, etc. Una de las características de la Feria de Nuestra Señora de la Salud, que la diferencia de otras ferias, es que desde hace años, el acceso es libre en todas las casetas, distinguiéndose las casetas tradicionales con otras en las que se puede bailar música más moderna. Algunas (cada vez más) disponen de aire acondicionado para hacer más soportable las altas temperaturas de algunos años.

## Carteles

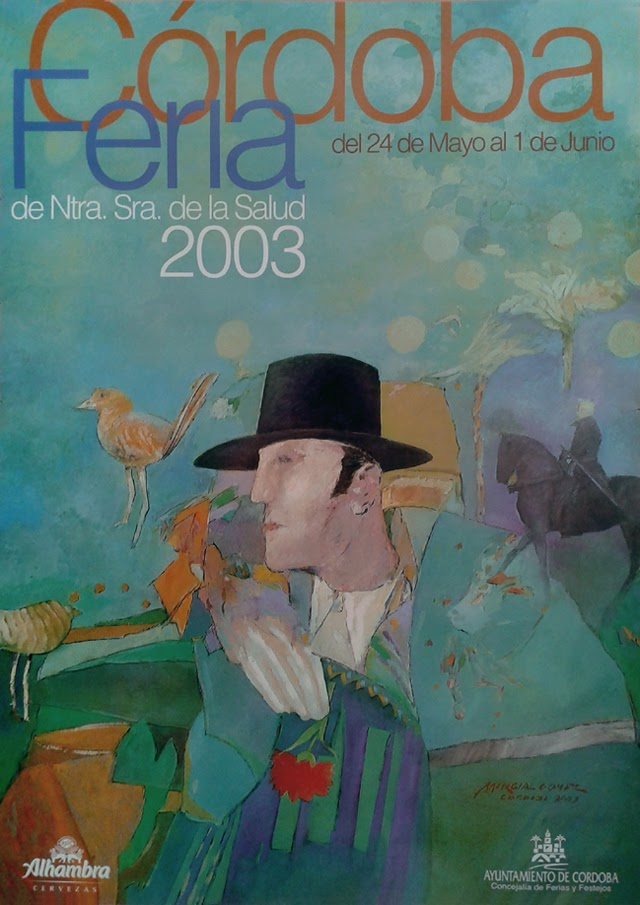
Cartel del año 2003, obra de Marcial Gómez Parejo

La tradición cartelera de la Feria de Córdoba tiene más de cien años. En un principio los carteles solo ostentaban en la parte superior el escudo de Córdoba y los principales actos a celebrar. Sin embargo, a finales del siglo XIX, el Ayuntamiento de la ciudad animó a artistas de la época a que presentaran bocetos para el concurso de creación de carteles. Entre otros, Rafael Romero de Torres o Julio Romero de Torres, se presentaron a los mismos. Concretamente, este último fue el autor de los carteles de los años 1905, 1912, 1913 y 1916.

## Dispositivo Cruz Roja[1]
La feria de Córdoba cuenta con un dispositivo de socorros y primeros auxilios que cada año prepara Cruz Roja Española con el fin de atender cualquier emergencia sanitaria producida en el recinto ferial. Dicho dispositivo cuenta con un centenar de voluntarios y voluntarias, varias ambulancias y vehículos de apoyo logístico. 
El puesto que la organización ha instalado en El Arenal tiene una estructura modular, con consultas dedicadas de manera específica a afecciones respiratorias, traumatológicas y curas, así como catorce camas para observación dentro de la Unidad de Reanimación Etílica (URE).
Como novedad, en el año 2018 se incorpora en el dispositivo una sala de lactancia y otra de atención psicológica, donde habrá personal preparado para dar respaldo tanto a pacientes como a familiares sometidos a situaciones de especial tensión o nervios -generadas por la pérdida de algún niño o por patologías que revistan mayor gravedad-, y para tratar de resolver posibles conductas agresivas.

## Los Brazaletes morados contra la violencia de género y agresiones machistas
Esta iniciativa aparece en 2017, en la Feria de Ntra. Sra. de la Salud de Córdoba y sus impulsoras el Café Feminista de Córdoba.
Durante el pasado año contó con la participación de 70 mujeres y registró más de 50 incidencias de acoso.
La campaña Brazaletes Morados en su segundo año consecutivo y apoyada por el Ayuntamiento está dando sus resultados según tanto las impulsoras de la iniciativa como las propias usuarias de la Feria.
Unas 70 voluntarias repartidas por todo el recinto, a las que es fácil reconocer por sus brazaletes morados se encargan a diario de identificar posibles situaciones de agresión machista, acompañar a las víctimas e informarlas de la campaña. Dependiendo del caso, se acude a los servicios sanitarios o a la policía.
La idea es, sobre todo, de acompañamiento y solidaridad entre mujeres», señala Luz María Dorado, una de las responsables del colectivo. Cinco puntos morados instalados en las casetas Juan XXIII, Aspa, Colega, Rincón Cubano y CNT “La Libertaria” componen el cuartel general de este movimiento.
La concienciación de todos, hombres y mujeres y hacer piña frente a cualquier situación que antes se callaba y no se denunciaba.
Un tercio de las 98 casetas que han abierto sus puertas han suscrito un protocolo de actuación ante situaciones y casos de abuso o acoso sexual, y el Ayuntamiento ha ido un paso más allá estableciendo un protocolo de actuación ante casos de abuso o acoso sexista dentro de las casetas. 
Desde este colectivo y el Ayuntamiento esperan que en más ferias de cualquier sitio se sumen a esta iniciativa para crear seguridad en las mujeres y conciencia en la sociedad en general.